# ヴァイオリンと弦楽のための協奏曲 (メンデルスゾーン)
ヴァイオリンと弦楽のための協奏曲 ニ短調 MWV.O 3（英語:Concerto for Violin and String Orchestra in D minor）は、フェリックス・メンデルスゾーンが1822年に作曲したヴァイオリン協奏曲。有名なホ短調の協奏曲よりも前に作曲された作品で、ヴァイオリニストのユーディ・メニューインによって発見されるまで長らくその存在が知られなかった。

## 概要
1822年（当時13歳）の1月から3月にかけて作曲されたヴァイオリンと弦楽のための協奏曲である。おそらくメンデルスゾーン家におけるサロン演奏会のために生み出された一連の作品のひとつで、この内輪の演奏会において常連の一人だった友人（かつ音楽の先輩）でヴァイオリニストのエドゥアルト・リーツ（Eduard Rirtz）の独奏を念頭に置いて作曲されたといわれる。
楽譜（2つの稿があるうちの初稿）はメンデルスゾーンの死後、未亡人のセシル・シャルロット・ゾフィ・ジャンルノーが所有していたが、セシルが1853年にフェルディナンド・ダヴィッドに贈り、ダヴィットの没後（1873年）はイギリスへ渡った息子のペーター・ユリウス・パウルが楽譜を相続した。さらにパウルが1932年に没した後、そのまま作品の存在自体が忘れ去られていた。
日の目を見たのは1951年になってからで、ヴァイオリニストのユーディ・メニューインがロンドンでメンデルスゾーンの子孫にあたる一族の邸宅を訪れていた際、本作の自筆の草稿を見せられたことで本作がようやく一般的に知れ渡り、1952年にようやく蘇演が行われた（出版も同年になされている）。

## 楽器編成
独奏ヴァイオリン、弦五部

## 構成
全3楽章からなる。演奏時間は約23分。
第1楽章 アレグロ・モルト（Allegro molto）
ニ短調、4分の4拍子。協奏的ソナタ形式。トゥッティ（総奏）による勇ましい第1主題が提示されたのち、ソロ・ヴァイオリンは流れるように歌われる。
第2楽章 アンダンテ（Andante）
ニ長調、8分の3拍子。自由な変奏曲形式による。ロマン的な情緒が備えられ、カデンツァが置かれる。そのまま続けて次の楽章へ入る。
第3楽章 アレグロ（Allegro）
ニ短調、4分の2拍子。ソナタ形式（または一種のロンド・ソナタ形式）。第2楽章からアタッカで続き、軽快なロンド・フィナーレで、フランス風ないしはハンガリー風の活気ある主題で始められる。この楽章でもカデンツァが置かれている。

## 参考資料
- 『最新名曲解説全集9 協奏曲2』 音楽之友社,1980年
- 『メンデルスゾーン:ヴァイオリンとピアノのための協奏曲,ヴァイオリン協奏曲ニ短調』解説書（演奏:ギドン・クレーメル,オルフェウス室内管弦楽団,DG）

## 関連作品
- ヴァイオリン協奏曲 ホ短調 Op.64 MWV.O14 - 一般に「三大協奏曲」として知られる作品
- ピアノと弦楽のための協奏曲 イ短調 MWV.O2 - 同時期に作曲されたピアノと弦楽のための作品